# بارتونین
| سامانه  | ردیف    | اشکوب      | سن (میلیون سال) |
| ------- | ------- | ---------- | --------------- |
| نئوژن   | میوسن   | آکیتانین   | → پیش از آن     |
| پالئوژن | الیگوسن | چاتین      | ۲۳٫۰۳–۲۸٫۴      |
| پالئوژن | الیگوسن | روپلین     | ۲۸٫۴–۳۳٫۹       |
| پالئوژن | ائوسن   | پریابونین  | ۳۳٫۹–۳۷٫۲       |
| پالئوژن | ائوسن   | بارتونین   | ۳۷٫۲–۴۰٫۴       |
| پالئوژن | ائوسن   | لوتتین     | ۴۰٫۴–۴۸٫۶       |
| پالئوژن | ائوسن   | ایپرزین    | ۴۸٫۶–۵۵٫۸       |
| پالئوژن | پالئوسن | تانتین     | ۵۵٫۸–۵۸٫۷       |
| پالئوژن | پالئوسن | سلاندین    | ۵۸٫۷–۶۱٫۷       |
| پالئوژن | پالئوسن | دانین      | ۶۱٫۷–۶۵٫۵       |
| کرتاسه  | پسین    | ماستریختین | → پس از آن      |

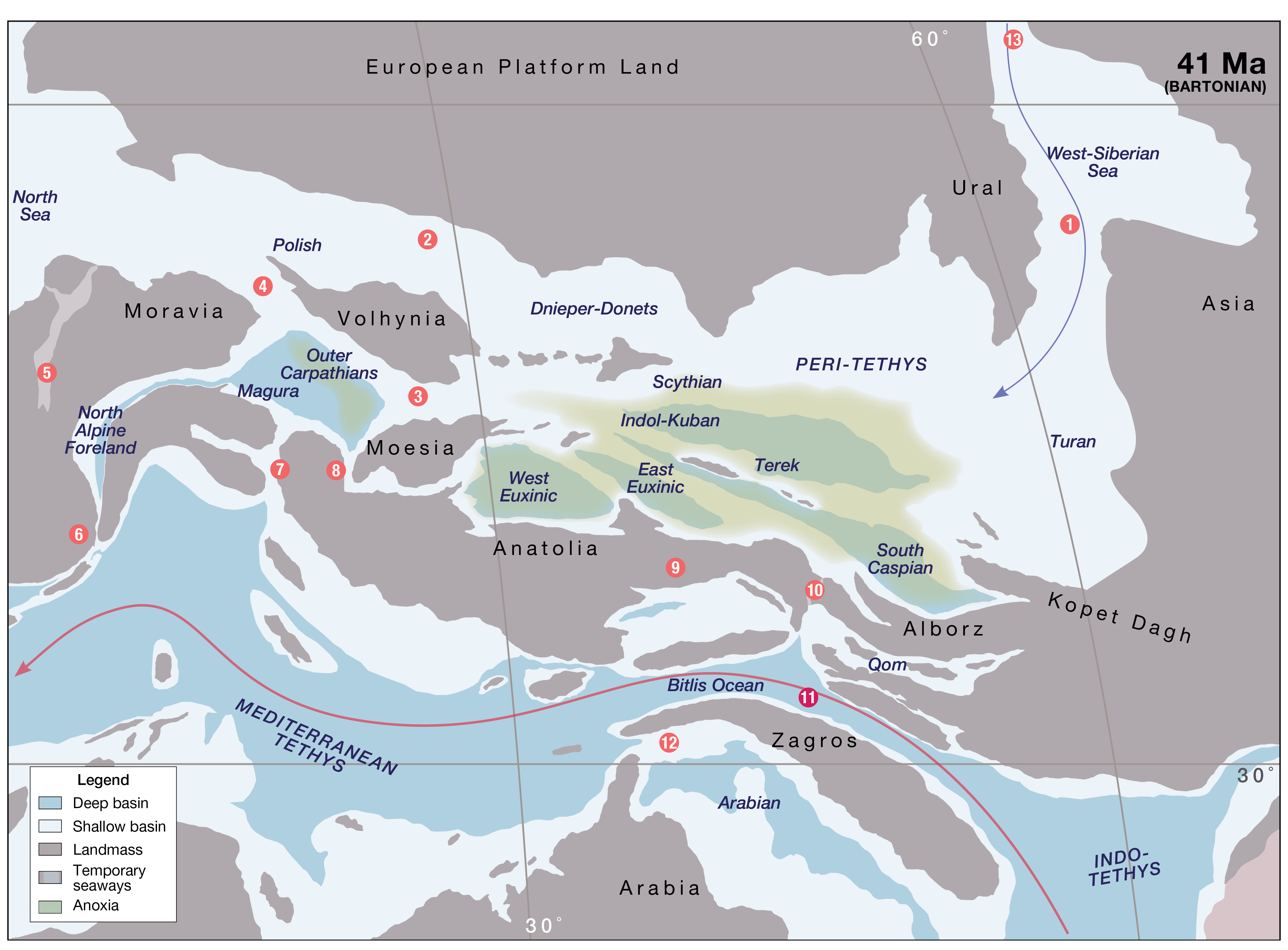
گذرگاه‌های اصلی اقیانوسی یا جریان‌های عبوری و تنگه‌های دریایی: 1، تنگه تورگای. 2، تنگه لهستان; 3، تنگه دوبروجا (بارلاد)؛ 4، تنگه غربی لهستان; 5، راین گرابن; 6، تنگه رون; 7، تنگه اسلوونی; 8، تنگه بالکان; 9، جریان عبوری آناتولی; 10, عبور ایران; 11، گذرگاه اقیانوسی بیتلیس; 12، تنگه عربستان. سایه سبز مناطقی از آنکسی کوما را نشان می دهد.

بارتونین (انگلیسی: Bartonian) در مقیاس زمانی زمین‌شناسی کمیسیون بین‌المللی چینه‌شناسی یک عصر از دور ائوسن میانی و از نظر چینه‌شناسی اشکوبیاز ردیف ائوسن به شمار می‌رود. چاتین بازه زمانی از ۴۱،۲ تا ۳۷،۸ میلیون سال پیش را در بر می‌گیرد و پس از لوتتین و پیش از پریابونین قرار دارد.